# Ronda Alta
Ronda Alta is een gemeente in de Braziliaanse deelstaat Rio Grande do Sul. De gemeente telt 9.865 inwoners (schatting 2009).

## Aangrenzende gemeenten
De gemeente grenst aan Campinas do Sul, Engenho Velho, Jacutinga, Pontão, Quatro Irmãos, Rondinha, Sarandi en Três Palmeiras.